# Józef Cyrankiewicz
Józef Adam Zygmunt Cyrankiewicz (Tarnów, 23 aprile 1911 – Varsavia, 20 gennaio 1989) è stato un politico polacco.
Fu capo del governo polacco dal 1947 al 1952 e dal 1954 al 1970, e in seguito capo dello Stato dal 1970 al 1972.

## Biografia
Segretario del Partito socialista polacco (PPS) nel voivodato di Cracovia, dopo l'invasione nazista (1939) Cyrankiewicz partecipò attivamente alla Resistenza, ma venne catturato dai tedeschi e rinchiuso nel campo di concentramento di Auschwitz.
Liberato a guerra finita, Cyrankiewicz divenne segretario generale del comitato centrale esecutivo del PPS, fu ministro senza portafogli nel governo di unità nazionale presieduto da Edward Osóbka-Morawski e nel 1946 concluse l'alleanza elettorale tra socialisti e comunisti. Presidente del Consiglio dei ministri dal 1947 al 1952, tornò ad occupare tale carica nel 1954, avviando la destalinizzazione in Polonia ed entrando nel Comitato Centrale del Partito Operaio Unificato Polacco.
Nel 1970 assunse la presidenza del Consiglio di Stato, carica che mantenne fino al 1972.